# Seznam dílů seriálu Helix
Toto je seznam dílů seriálu Helix.

## Přehled řad
| Řada | Díly | Premiéra v USA | Premiéra v USA  | Premiéra v ČR  | Premiéra v ČR     |
| Řada | Díly | První díl      | Poslední díl    | První díl      | Poslední díl      |
| ---- | ---- | -------------- | --------------- | -------------- | ----------------- |
| 1    | 13   | 10. ledna 2014 | 28. března 2014 | 6. května 2016 | 29. července 2016 |
| 2    | 13   | 16. ledna 2015 | 10. dubna 2015  | 6. února 2017  | 1. května 2017    |

## Seznam dílů

### První řada (2014)
| Č. v seriálu | Č. v řadě | Původní název  | Český název    | Režie             | Scénář                                                   | Premiéra v USA  | Premiéra v ČR     |
| ------------ | --------- | -------------- | -------------- | ----------------- | -------------------------------------------------------- | --------------- | ----------------- |
| 1            | 1         | Pilot          | Pilot          | Jeffrey Reiner    | Cameron Porsandeh                                        | 10. ledna 2014  | 6. května 2016    |
| 2            | 2         | Vector         | Bacilonosič    | Brad Turner       | Keith Huff                                               | 10. ledna 2014  | 13. května 2016   |
| 3            | 3         | 274            | 274            | Steven A. Adelson | Misha Green                                              | 17. ledna 2014  | 20. května 2016   |
| 4            | 4         | Single Strand  | Protein        | Duane Clark       | námět: Cameron Porsandeh scénář: Javier Grillo-Marxuach  | 24. ledna 2014  | 27. května 2016   |
| 5            | 5         | The White Room | Bílá místnost  | Duane Clark       | Misha Green                                              | 31. ledna 2014  | 3. června 2016    |
| 6            | 6         | Aniqatiga      | Chladicí lázeň | Mike Rohl         | Adam Lash a Cori Uchida                                  | 7. února 2014   | 10. června 2016   |
| 7            | 7         | Survivor Zero  | Přeživší nula  | Mike Rohl         | Sean Crouch                                              | 14. února 2014  | 17. června 2016   |
| 8            | 8         | Bloodline      | Rodinná krev   | Bradley Walsh     | Mark Thomas Haslett                                      | 21. února 2014  | 24. června 2016   |
| 9            | 9         | Level X        | Patro X        | Bradley Walsh     | Sean Crouch                                              | 28. února 2014  | 1. července 2016  |
| 10           | 10        | Fushigi        | Tajemství      | Jeremiah Chechik  | Misha Green                                              | 7. března 2014  | 8. července 2016  |
| 11           | 11        | Black Rain     | Černý déšť     | Jeremiah Chechik  | Tiffany Greschler a Javier Grillo-Marxuach               | 14. března 2014 | 15. července 2016 |
| 12           | 12        | The Reaping    | Žně            | Brad Turner       | námět: Adam Lash a Cori Uchida scénář: Cameron Porsandeh | 21. března 2014 | 22. července 2016 |
| 13           | 13        | Dans L'ombre   | Dans L'ombre   | Brad Turner       | námět: Ed Decter scénář: Steven Maeda                    | 28. března 2014 | 29. července 2016 |

### Druhá řada (2015)
| Č. v seriálu | Č. v řadě | Původní název     | Český název         | Režie               | Scénář                                  | Premiéra v USA  | Premiéra v ČR   |
| ------------ | --------- | ----------------- | ------------------- | ------------------- | --------------------------------------- | --------------- | --------------- |
| 14           | 1         | San Jose          | San José            | Steven A. Adelson   | Steven Maeda                            | 16. ledna 2015  | 6. února 2017   |
| 15           | 2         | Reunion           | Shledání            | Steven A. Adelson   | Timothy J. Lea                          | 23. ledna 2015  | 13. února 2017  |
| 16           | 3         | Scion             | Roub                | Jeremiah S. Chechik | Allison Miller                          | 30. ledna 2015  | 20. února 2017  |
| 17           | 4         | Densho            | Denšó               | Jeremiah S. Chechik | Tiffany Greshler                        | 6. února 2015   | 27. února 2017  |
| 18           | 5         | Oubliette         | Hladomorna          | Grant Harvey        | Leigh Dana Jackson                      | 13. února 2015  | 6. března 2017  |
| 19           | 6         | M. Domestica      | Plody zla           | Grant Harvey        | Javier Grillo-Marxuach                  | 20. února 2015  | 13. března 2017 |
| 20           | 7         | Cross-Pollination | Probírka úrody      | Steven A. Adelson   | Adria Lang                              | 27. února 2015  | 20. března 2017 |
| 21           | 8         | Vade in Pace      | Věčný žalář         | Steven A. Adelson   | Bobak Esfarjani                         | 6. března 2015  | 27. března 2017 |
| 22           | 9         | Ectogenesis       | Ektogeneze          | Jeremiah S. Chechik | Timothy J. Lea                          | 13. března 2015 | 3. dubna 2017   |
| 23           | 10        | Mother            | Matka               | Jeremiah S. Chechik | Tiffany Greshler                        | 20. března 2015 | 10. dubna 2017  |
| 24           | 11        | Plan B            | Plán B              | Jeff Renfroe        | Leigh Dana Jackson a Adria Lang         | 27. března 2015 | 17. dubna 2017  |
| 25           | 12        | The Ascendant     | Vůdce               | Jeff Renfroe        | Javier Grillo-Marxuach a David Goldblum | 3. dubna 2015   | 24. dubna 2017  |
| 26           | 13        | O Brave New World | Překrásný nový svět | Steven A. Adelson   | Steven Maeda a Tiffany Greschler        | 10. dubna 2015  | 1. května 2017  |